# Свети Илия (Стровия)
Вижте пояснителната страница за други значения на Свети Илия.
„Свети Илия“ (на македонска литературна норма: „Свети Илија“) е възрожденска православна църква в прилепското село Стровия, Северна Македония. Църквата е под управлението на Преспанско-Пелагонийската епархия на Македонската православна църква. Тя е главната селска църква на Стровия.

## География
Църквата е разположена в западния дял на селото и включва част от селските гробища.

## История и архитектура
Храмът е построен в XIX век.
Църковната сграда има правоъгълна основа с полукръгла апсида, украсена с три слепи ниши от източната страна. Входът на църквата е от южната страна и над него има ниша със стенопис на Свети Илия. От западната страна на храма е построен помощен обект. Цялото съоръжение е боядисано в бяло и е покрито с керемиден покрив. Дворът на църквата е ограден с каменна ограда и в него се намират камбанарията и част от селските гробища. Камбанарията има квадратна основа и се състои от две части. От двете страни на долната част има по един монофор, а от двете страни на горната част има по един бифор.

## Галерия
- Входната порта на двора на църквата
- Входът на църквата
- Апсидата
- Камбанарията
- Помошният обект
- Селските гробища